# Caborne

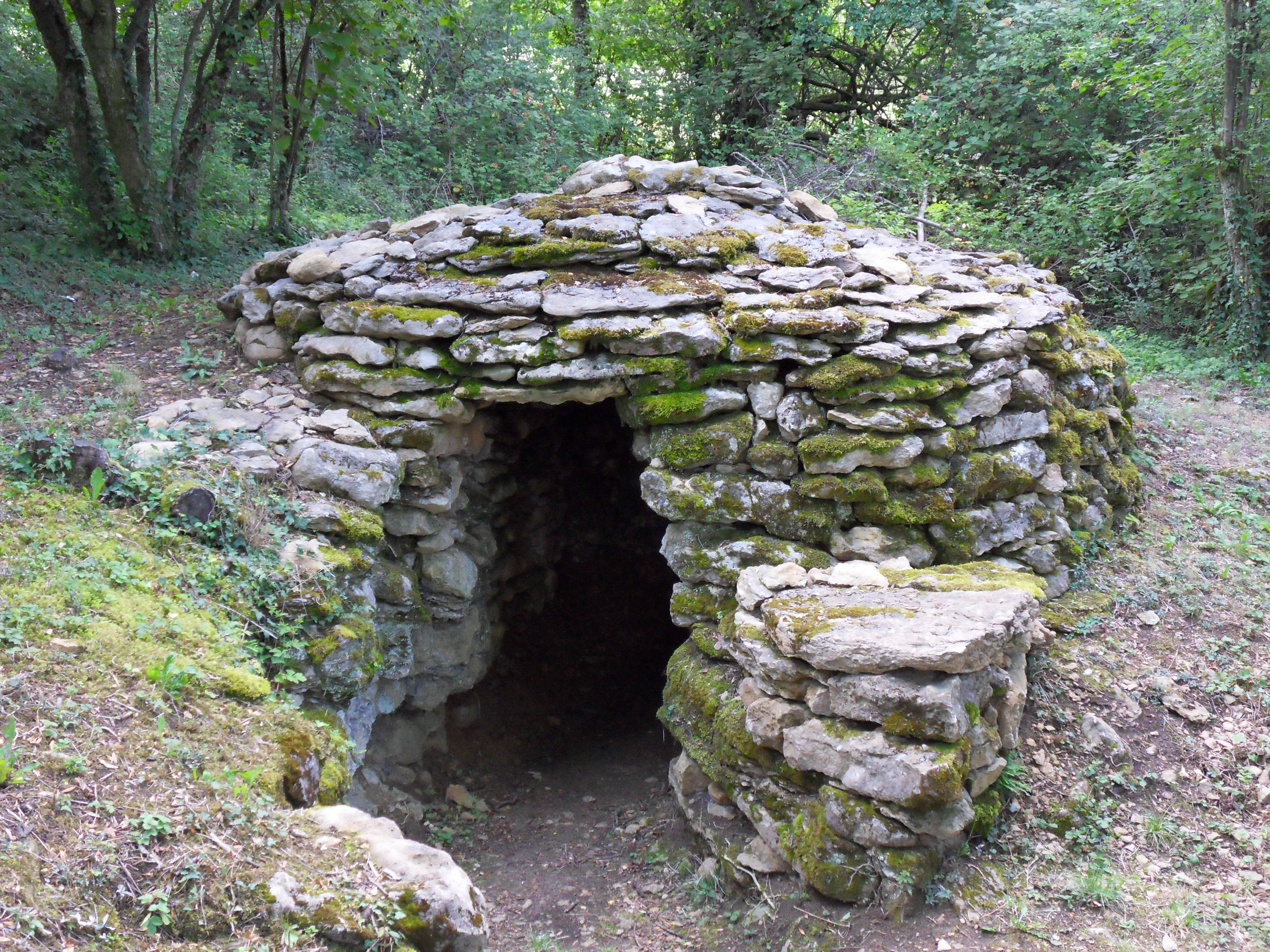
Caborne à Saint-Didier-au-Mont-d'Or.

Une caborne (ou caborgne) est une ancienne cabane en pierres sèches dans le massif des Monts d'Or lyonnais. Sur celui-ci, on recense plus de 600 cabornes, la plupart à l'état de vestiges, mais de nombreuses sont encore debout et certaines ont même été restaurées durant les deux dernières décennies sur les communes de Saint-Didier-au-Mont-d'Or, Saint-Cyr-au-Mont-d'Or, Saint-Romain-au-Mont-d'Or et Poleymieux-au-Mont-d'Or.

## Terminologie
Les cabanes en pierres sèches du Mont d'Or lyonnais sont désignées sous le nom vernaculaire de « caborne » ou « caborgne ». D'après le Dictionnaire étymologique du patois lyonnais de Nizier de Puitspelu (1890), caborne désigne un « petit réduit, une hutte, dans laquelle les journaliers se mettent à l'abri » et, « Par extension, se dit avec un sens péjoratif de toute habitation misérable ». Cette définition est reprise par Marcel Lachiver dans son Dictionnaire du monde rural (1997) : « Dans le Lyonnais, hutte, cabane, petite maison dans laquelle les journaliers se mettent à l'abri. ». « Et d'ajouter : On trouve aussi caborde. Dans le Jura, cabeune. ».
Les grottes sont appelées cabornes en francoprovençal.

## Typologie
En fonction de leur taille et de leur architecture, les cabornes se répartissent en quatre grands types.
- Guérites pour une personne

Incluses dans un mur d'enclos ou parfois dans un mur de soutènement, les guérites individuelles constituent la version élémentaire de la caborne. De plan rectangulaire, elles sont toujours équipées d'un banc en pierre occupant le fond. Leur hauteur ne permet guère que de s'asseoir.
- Abris pour une, deux ou trois personnes

En forme de hutte au sommet arrondi, ils sont de petite taille et de faible hauteur. Une ou deux personnes, parfois trois, peuvent s'y asseoir ou s'y accroupir, rarement y rester debout (sinon à l'aplomb du sommet). L'entrée, qui n'est jamais orientée au nord, oblige à se baisser pour pénétrer à l'intérieur.
- Cabanes de plan circulaire ou carré

D'une hauteur intérieure variant de 1,70 m à 3,00 m selon la surface de la cellule, ces cabanes sont le type le plus représenté. Tantôt  isolées, tantôt intégrées ou accolées à des murs ou à des pierriers (appelés chirats localement), elles utilisent, selon le cas,

- la voûte clavée en berceau, dont les pierres sur chant sont bloquées entre deux parois renforcées ;

- la voûte d'encorbellement (avec parfois quatre blocs aux angles en guise de trompes pour le passage du plan carré au plan circulaire) ;

- le toit de dalles rectangulaires à pente unique.
Lorsque la caborne est incluse dans un pierrier, seule son entrée est repérable. Celle-ci, basse, dépasse rarement 1,50 m de hauteur. Comme aménagements intérieurs, il peut y avoir une ou plusieurs niches, un petit ressaut servant de banc le long d'une paroi, des pierres encastrées en bas de la paroi en guise de sièges. Quelques-unes de ces cabanes ont un muret de protection devant l'entrée.
- Cabanes de plan rectangulaire

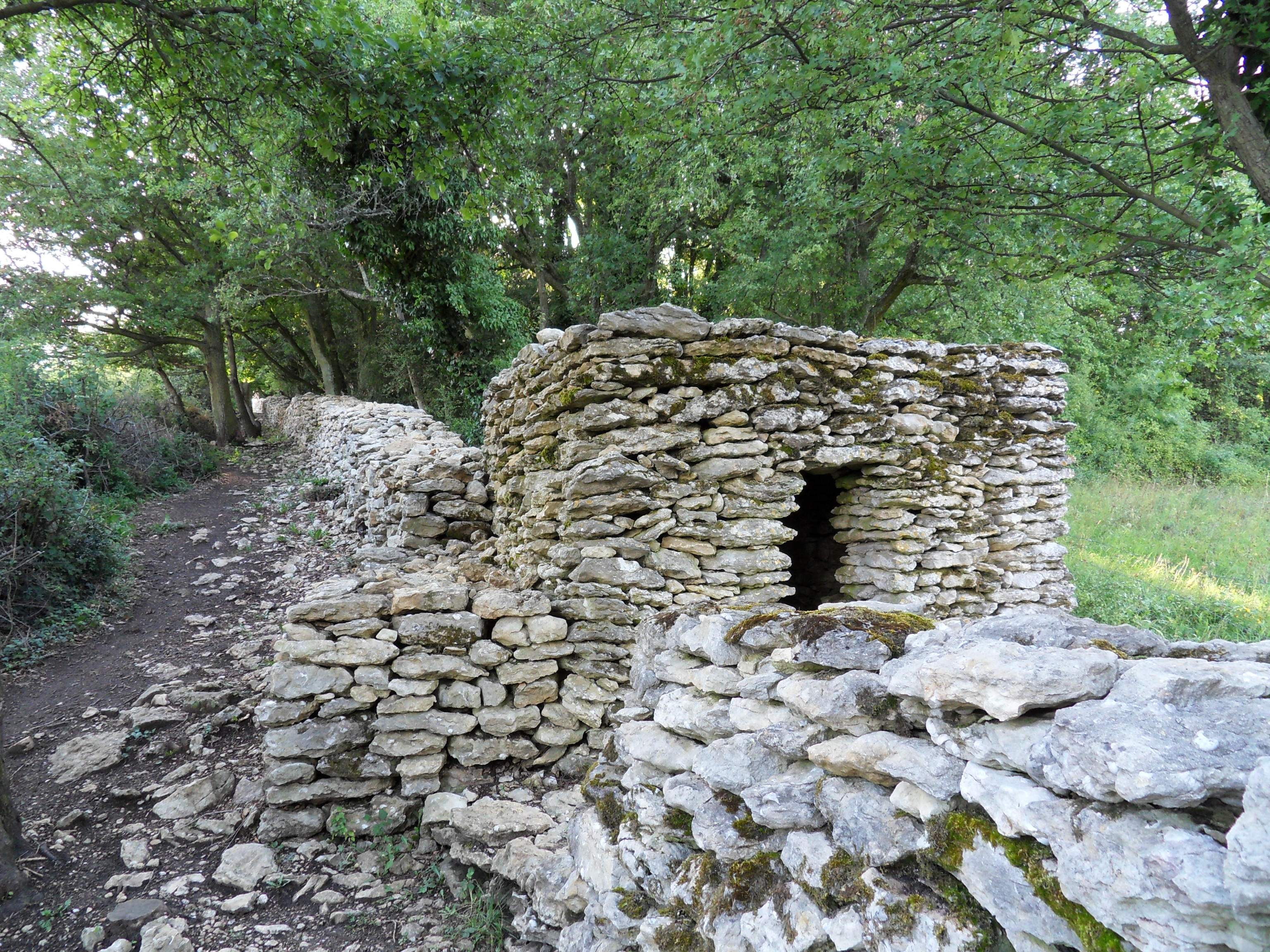
Caborne de plan subcarré et à toit plat au lieu-dit Les Essarts à Saint-Didier-au-Mont-d'Or.

Elles ont une voûte en forme de nef renversée. Elles atteignent 4 m de profondeur, 3 m de largeur et 4,50 m de hauteur. Des trous de boulins donnent à penser qu'un plancher de solives était réalisé pour servir de réserve ou de grenier. Dans cette catégorie, comme dans la précédente, nombreuses sont les entrées qui ont leurs piédroits et leur couverte (couvrement) en pierres de taille et qui possèdent une porte en bois avec loquet et serrure.

## Fonction
Chaque caborne desservait une parcelle parfois enclose de murs en pierre sèche et servait d'abri au vigneron : il y trouvait chaleur en hiver, fraîcheur en été et refuge contre les intempéries. Elle pouvait également servir de remise à outils. Certaines cabornes comportaient des éléments de confort : banquette, niche, porte à serrure. D'autres, de grandes dimensions, ont servi d'habitation permanente à des indigents.

## Constructeurs et usagers
Les cabornes étaient construites et habitées temporairement par les caborniers ou caborgniers, ouvriers journaliers célibataires ou mariés ; voire avec enfants, qui, pour le compte de propriétaires, enlevaient les pierres des champs et des vignes ou construisaient et réparaient des murs et des pierriers, remontaient la terre des parcelles en pente, en échange de nourriture. Cela expliquerait l'abondance et la taille des murs et des chirats, mais aussi les différences dans leur qualité d'exécution.
Certaines cabanes auraient servi de demeures aux carriers et tailleurs de pierre, très nombreux dans la région et qui, venant du Sud ou d'Italie, s'abritaient en construisant une caborne avec des déchets de carrière, à proximité des mareins (déblais de carrière).

## Datation
Sur l'âge des cabornes, deux éléments de datation sont disponibles. Une cabane sur la commune de Saint-Didier porte les inscriptions « Fait par MOY CLAUDE D... » sur le linteau et « 1847 » sur la fenêtre ouest. 